# Лангё (кантон)

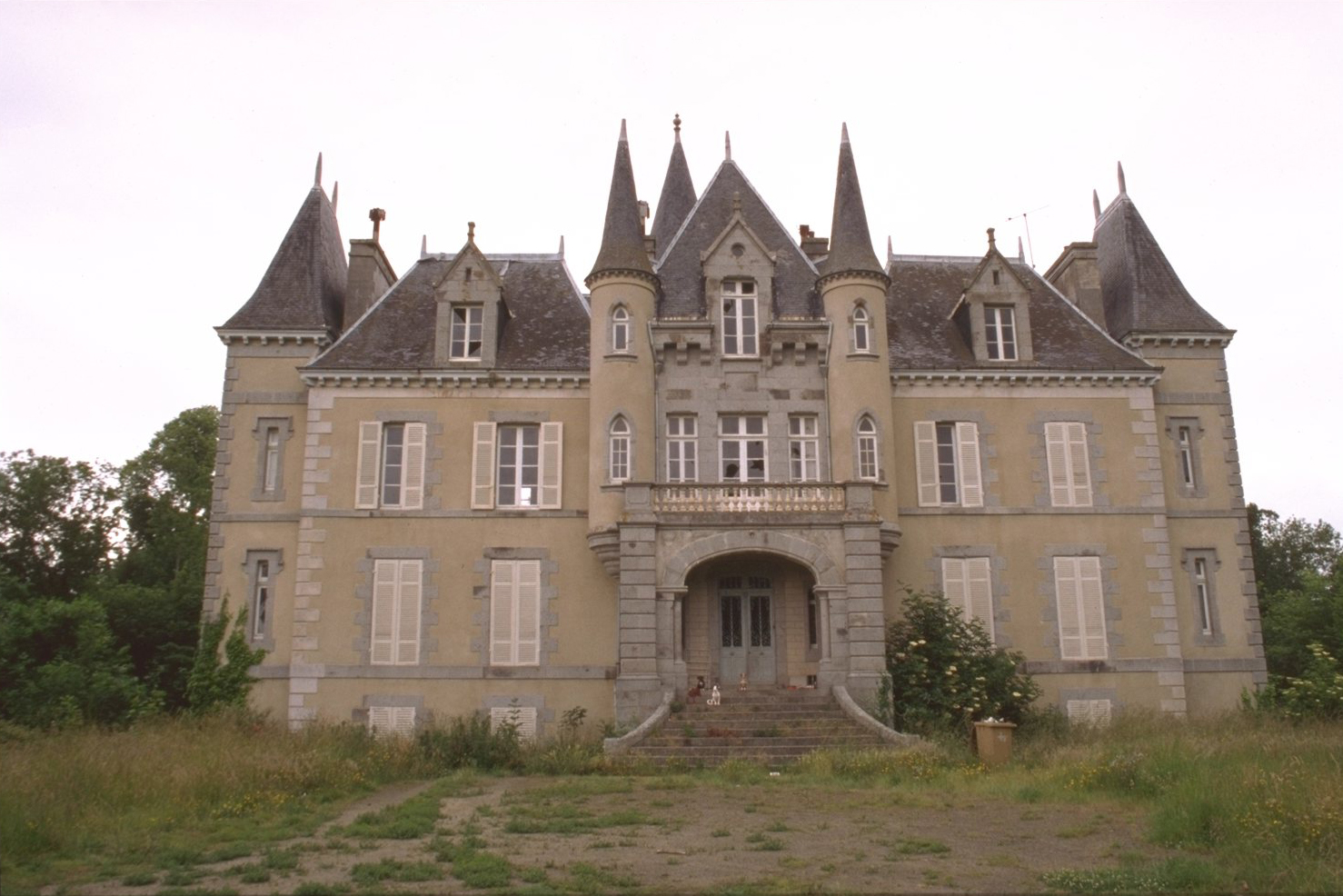
Замок к юго-западу от коммуны Ийон

Лангё (фр. Langueux) — упразднённый кантон во Франции, в регионе Бретань, департамент Кот-д’Армор. Кантон был создан в 1982 году и упразднен в 2015 году. Входил в состав округа Сен-Бриё.
Код INSEE кантона — 2249. Всего в кантон Лангё входили 4 коммуны, из них главной коммуной являлась Лангё.

## Коммуны кантона
| Коммуна  | Население, чел. (1999) | Почтовый индекс | Код INSEE |
| -------- | ---------------------- | --------------- | --------- |
| Ильон    | 3 786                  | 22120           | 22081     |
| Иффиньяк | 3 842                  | 22120           | 22389     |
| Лангё    | 6 248                  | 22360           | 22106     |
| Трегё    | 6 581                  | 22950           | 22360     |

## Население
Население кантона на 2006 год составляло 22 491 человек.
| 1962 | 1968 | 1975 | 1982 | 1990 | 1999   | 2006   | 2007 |
| ---- | ---- | ---- | ---- | ---- | ------ | ------ | ---- |
| -    | -    | -    | -    | -    | 20 457 | 22 491 | -    |